# Monte Warden
Il Monte Warden (in lingua inglese: Mount Warden), è un picco roccioso coperto di neve, alto 2.860 m, situato subito a sudest dell'Hunt Spur e che sormonta un contrafforte sporgente sulla parete nordoccidentale del Watson Escarpment, nei Monti della Regina Maud, in Antartide.
Il monte è stato mappato dall'United States Geological Survey (USGS) sulla base di rilevazioni e foto aeree scattate dalla U.S. Navy nel periodo 1960-63.
La denominazione è stata assegnata dall'Advisory Committee on Antarctic Names (US-ACAN) in onore del luogotenente George W. Warden (1913-2003), della U.S. Navy, pilota degli aerei durante i voli di esplorazione sopra i Monti della Regina Maud nel corso dell'Operazione Highjump del 1946-47.